# Italian Juniors 2019
Die Italian Juniors 2019 fanden als bedeutendstes internationales Nachwuchsturnier Italiens im Badminton vom 22. bis zum 24. Februar 2019 in Mailand statt. Es war die 9. Auflage der Veranstaltung.

## Sieger und Platzierte
| Disziplin    | Gold                     | Silber                    | Bronze                           |
| ------------ | ------------------------ | ------------------------- | -------------------------------- |
| Herreneinzel | Liu Liang                | Ren Chengming             | Li Yunze                         |
| Herreneinzel | Liu Liang                | Ren Chengming             | Ye Haokun                        |
| Dameneinzel  | Zhou Meng                | Han Qianxi                | Dai Wang                         |
| Dameneinzel  | Zhou Meng                | Han Qianxi                | Wu Yuhan                         |
| Herrendoppel | Dai Enyi Feng Yanzhe     | Di Zijian Wang Chang      | Marc Cardona Miguel San Luis     |
| Herrendoppel | Dai Enyi Feng Yanzhe     | Di Zijian Wang Chang      | Darrion Michael Ng Nigel Yap     |
| Damendoppel  | Guo Lizhi Li Yijing      | Chen Yingxue Lin Fangling | Dounia Pelupessy Milena Schnider |
| Damendoppel  | Guo Lizhi Li Yijing      | Chen Yingxue Lin Fangling | Luo Xumin Zhou Xinru             |
| Mixed        | Feng Yanzhe Lin Fangling | Di Zijian Li Yijing       | Dai Enyi Keng Shuliang           |
| Mixed        | Feng Yanzhe Lin Fangling | Di Zijian Li Yijing       | Guan Zicong Guo Lizhi            |